# Open britannique hommes
Pour les articles homonymes, voir Open britannique.
L’Open britannique ou Omnium britannique (The Open Championship au Royaume-Uni ou British Open aux États-Unis) est un tournoi de golf masculin, créé en 1860, se déroulant chaque année au Royaume-Uni. Organisé par le R&A Golf Club of St Andrews, il s'agit du plus ancien tournoi de golf du monde. Tournoi de référence jusqu'aux années 1930, il retrouve son standing à partir des années 1960 en devenant l'un des tournois du grand chelem. Ce tournoi annuel a lieu sur l'un des neuf links historiques du Royaume-Uni. En 2008, le tournoi était doté de 5,225 millions d'€ et s'est disputé au Royal Birkdale Golf Club du 17 au 20 juillet 2008.
Il se dispute chaque année le troisième vendredi du mois de juillet. Troisième dans l'ordre chronologique des quatre tournois du grand chelem, il se déroule après le Masters et l'Open américain. La formule retenue est celle du stroke play.
L'édition 2020, initialement prévue du 16 au 19 juillet, est annulée, en raison de la pandémie de maladie à coronavirus.

## Le nom du Tournoi
Hors du Royaume-Uni, le tournoi est généralement appelé British Open, d'une part pour distinguer le tournoi avec l'un des autres tournois majeurs ayant un format Open - l'Open américain - d'autre part car de nombreuses nations disposent de leur propre Open national appelé The Open. La PGA Tour se réfère à ce tournoi tel le British Open, ainsi que de nombreux médias aux États-Unis. Au Royaume-Uni cependant et une partie de l'Europe, le tournoi est appelé The Open championship ou The Open comme le montre son site web qui utilise cette appellation.
Dans le monde de la francophonie, deux appellations sont utilisées, d'un côte British Open, de l'autre Open britannique. Il n'est pas rare de trouver dans les médias les deux appellations dans un même article.

## Histoire

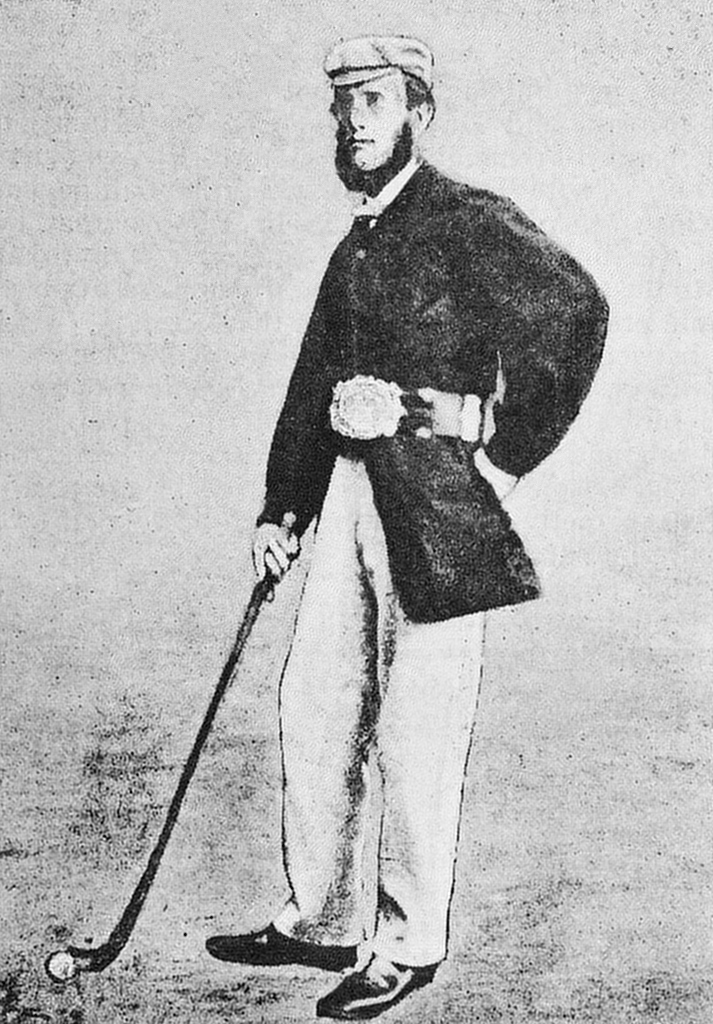
Willie Park, Sr., arborant la ceinture de vainqueur.

Le Prestwick Golf Club (club privé) dans le South Ayrshire (Écosse) décide en octobre 1860 de créer un tournoi, désignant un successeur à Allan Robertson (disparu en 1859) considéré alors comme le meilleur golfeur, réunissant les meilleurs golfeurs de la région (c'est-à-dire du monde puisque le golf n'est alors pratiqué que dans cette région), les huit golfeurs invités sont tous professionnels : Old Tom Morris, Georges Brown, Charles Hunter, Willie Park, Sr., Alexander Smith, William Steel, Andrew Strath et Robert Andrew (les quatre derniers golfeurs étaient des professionnels intermittents).
Le premier tournoi se déroule à Prestwick le mercredi 17 octobre 1860 sur une journée où les golfeurs parcouraient à trois reprises le parcours de douze trous,. La victoire revient à Willie Park, Sr avec un score de 174 coups en 36 trous devant l'Old Tom Morris et reçoit un trophée - « une ceinture cuir avec boucle en argent » (« The Belt »).
Les dix premières éditions de l'Open, mis en évidence par un duel entre Wille Park sr. (vainqueur en 1860, 1863, 1866 puis 1875) et Old Tom Morris (vainqueur en 1861, 1862, 1864 et 1867), se déroule à Prestwick avant que Young Tom Morris (le fils d'Old Tom Morris) ne s'impose à trois reprises consécutivement (entre 1868 et 1870), le règlement prévoit que si cette performance était accomplie, alors le trophée est conservé par l'auteur de celle-ci. Le tournoi 1871 est annulé, faute de refaire une nouvelle ceinture et le manque de volonté des membres de Prestwick de continuer l'organisation du tournoi.
Finalement, en 1871, le Royal and Ancient Golf Club of St Andrews et l'Honourable Company of Edinburgh Golfers s'associent pour reprendre l'organisation de l'épreuve à partir de 1872 et met en jeu une aiguière en argent massif remplaçant la ceinture (il s'agit toujours aujourd'hui du lot du vainqueur), le tournoi a alors alternativement lieu entre l'Old Course, Musselburgh Links et Prestwick chaque année.. Entre-temps, un prix en espèce est mis en jeu à partir de 1863 réservé uniquement aux professionnels, les amateurs peuvent également prendre part au tournoi à partir de la seconde édition en 1861. En 1876, le play off est inventé car deux golfeurs se trouvent à égalité à l'issue des 36 trous, finalement la victoire revient à Bob Martin car son adversaire David Strath décide de ne pas le disputer, le play off devait se disputer sur de nouveau 36 autres trous.
Jusqu'en 1884, tous les vainqueurs étaient issus d'un des trois clubs accueillant le tournoi (St Andrews, Musselburgh ou Prestwick) avant que Jack Simpson, issu de Carnoustie, y mette fin, puis en 1890 le tournoi échappe à un Écossais avec la victoire de l'Anglais John Ball, pourtant amateur, enfin le premier non-britannique vainqueur est le Français Arnaud Massy en 1907. La formule change entre-temps puisqu'en 1891, l'Open est disputé sur 72 trous (36 trous par jour un mercredi et un jeudi) et le nombre de participants ne cesse d'augmenter (de huit en 1860 pour une centaine en 1901), par conséquent en 1898 on décide de mettre en place un cut au soir du premier jour de compétition pour que seuls les meilleurs puissent continuer le lendemain, ce cut est alors basé sur l'écart entre le leader et les derniers. Par ailleurs, l'organisation du tournoi n'est plus limitée qu'à l'Écosse avec l'intégration à la rotation des parcours anglais du Royal St George's Golf Club de Sandwich en 1894 ou du Royal Liverpool Golf Club de Liverpool en 1897, tous les parcours sont des links, héritage de la tradition puisqu'aucune règle ne l'impose (d'où un nombre limité de golf ayant la possibilité de l'accueillir, seuls quatorze parcours ont eu ce privilège durant son histoire).
De 1860 à 1914 avant la Première Guerre mondiale, ce tournoi dicte la hiérarchie mondiale avec l'Open américain (créé en 1895) à une époque où le golf est dominé par un triumvirat composé de l'Écossais James Braid (vainqueur en 1901, 1905, 1906, 1908 et 1910) et les Anglais Harry Vardon (vainqueur en 1896, 1898, 1899, 1903, 1911 et 1914) et John Henry Taylor (vainqueur en 1894, 1895, 1900, 1909 et 1913), le tournoi est la référence mondiale avant que la Grande Guerre ne débute.
Après l'absence du tournoi entre 1915 et 1919, le golf alors dominé par les Britanniques change de visage avec l'arrivée des champions américains, bien qu'en 1920 l'Écossais George Duncan remporte le tournoi, les années 1920 et 1930 sont marquées par les victoires américaines inaugurés par Jock Hutchison en 1921 puis de Walter Hagen (1922, 1924, 1928 et 1929), Jim Barnes (1925) et notamment par celui qui est considéré comme l'un des meilleurs golfeurs de tous les temps Bobby Jones pourtant qu'amateur remportant ce tournoi à trois reprises en 1926, 1927 et 1930 (année de son grand chelem). Cette prépondérance est confirmée par Tommy Armour (1931), Gene Sarazen (1932) et Denny Shute (1933) avant que les Anglais remettent la main sur le trophée jusqu'au début de la Seconde Guerre mondiale avec Henry Cotton (1934 et 1937), Alf Perry (1935), Alf Padgham (1936), Reg Whitcombe (1938) et Richard Burton (1939).
Après la Seconde Guerre mondiale, le tournoi reprend en 1946 avec la victoire de l'Américain Sam Snead mais la domination n'est plus américaine puisque dans les années 1950 c'est un duel entre l'Australien Peter Thomson (vainqueur en 1954, 1955, 1956, 1958 et 1965) et le Sud-Africain Bobby Locke (vainqueur en 1949, 1950, 1952 et 1957) qui a lieu. Les Américains préférant faire l'impasse sur ce tournoi et se concentrer sur leur continent. Finalement, l'Open britannique revient au premier plan avec la participation et les victoires de l'Américain Arnold Palmer en 1961 et 1962 permettant au tournoi d'être de nouveau considéré comme un tournoi majeur aux yeux de la PGA of America à la place de l'Open canadien, les meilleurs golfeurs du monde se rendent alors au Royaume-Uni et y inscrivent leurs noms : les Américains Jack Nicklaus (1966, 1970 et 1978), Lee Trevino (1971 et 1972), Tom Watson (1975, 1977, 1980, 1982 et 1983) et le Sud-Africain Gary Player (1968 et 1974). En 1967, pour la première fois un Argentin remporte le tournoi avec Roberto DeVicenzo et en 1969 l'Anglais Tony Jacklin met fin à dix-huit années sans victoire britannique.

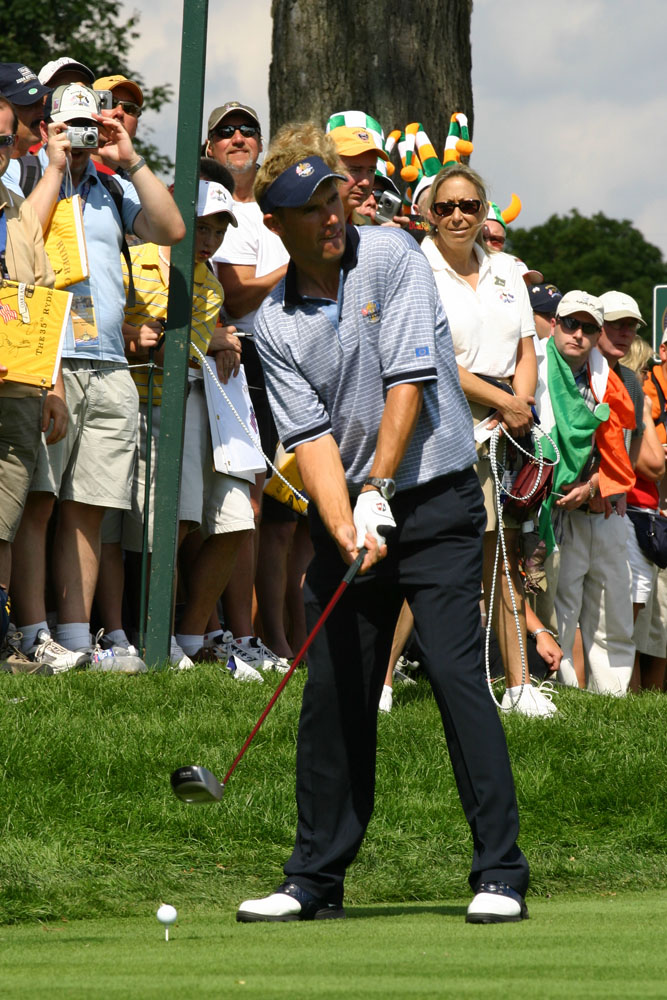
Padraig Harrington, vainqueur de l'édition 2007.

Dans les années 1980 et 1990, l'Open britannique suit l'évolution du golf mondial avec l'internationalité du golf symbolisée par les victoires de l'Espagnol Severiano Ballesteros (1979 et 1984), l'Australien Greg Norman (1986 et 1993) ou le Zimbabwéen Nick Price (1994), cependant Sandy Lyle permet à l'Écosse en 1985 de retrouver un champion, avant l'Angleterre avec Nick Faldo victorieux en 1987, 1990 et 1992.
La fin des années 1990 et les années 2000 permettent aux Américains de reprendre la main du leadership avec dix victoires en treize ans entre 1995 et 2007 : John Daly (1995), Tom Lehman (1996), Justin Leonard (1997), Mark O'Meara (1998), David Duval (2001), Ben Curtis (2003), Todd Hamilton (2004) et évidemment Tiger Woods vainqueur à trois reprises (2000, 2005 et 2006). Seuls l'Écossais Paul Lawrie en 1999, le Sud-Africain Ernie Els en 2002 et le tenant du titre irlandais Padraig Harrington en 2007 permettent à ce que le trophée échappe aux Américains.
En 2008, Padraig Harrington conserve son titre sur le parcours du Royal Birkdale Golf Club en gagnant avec quatre coups d'avance sur le Britannique Ian Poulter. On notera la belle troisième place de l'Australien Greg Norman, quinze ans après sa dernière victoire dans ce même tournoi.
Tom Watson, âgé de 59 ans, passe très près d'une performance historique en s’inclinant en playoff contre Stewart Cink en 2009. Il aurait ainsi été le vainqueur le plus âgé d'un tournoi de golf majeur, et aurait égalé le record de 6 victoires de Harry Vardon. La décennie 2010 voit une certaine diversification dans les nationalités des vainqueurs, avec les sud-africains Louis Oosthuizen (2010) et Ernie Els (2012), les Irlandais du Nord Darren Clarke (2011) et Rory McIlroy (2014), les Américains Phil Mickelson (2013), Zach Johnson (2015) et Jordan Spieth (2017), le Suédois Henrik Stenson (2016), l'Italien Francesco Molinari (2018) et l'Irlandais Shane Lowry (2019).
La victoire de Stenson en 2016 est particulièrement remarquable avec le total le plus bas de l'histoire des tournois majeurs (264), et le score sous le par dans un tournoi majeur le plus bas (-20) à égalité avec la performance de Jason Day au PGA Championship 2015. Il termine par un score de 63 au dernier tour pour devenir le deuxième joueur après Johnny Miller à l'US Open 1973 à réussir cet exploit pour remporter un majeur. Le second, Phil Mickelson, termine à -17 pour égaler l'ancien record de Greg Norman en 1993 (267 coups) et avec 11 coups d'avance sur le troisième, J.B. Holmes.

## Les parcours hôtes

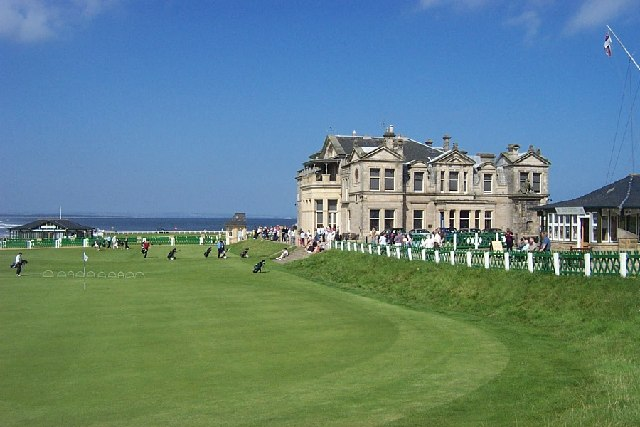
L’Old Course de St Andrews accueille l'Open tous les cinq ans.

De 1860, année de sa création, jusqu'en 1870, l'Open britannique était organisé et disputé au Prestwick Golf Club (à Prestwick en Écosse). À partir de 1872, après l'édition annulée en 1871, l'Open se dispute alternativement sur des parcours différents, initialement cette alternance comprend trois parcours : à Prestwick, à l'Old Course de St Andrews et Musselburgh Links à Musselburgh (tous trois en Écosse). En 1893, le Royal St George's Golf Club et le Royal Liverpool Golf Club, deux parcours en Angleterre, sont invités à joindre cette rotation. Ensuite, d'autres parcours ont été ajoutés, d'autres retirés, cependant un point commun concerne tous ces parcours : il doit s'agir d'un links c'est-à-dire d'un parcours en bord de mer.
Aujourd'hui, le tournoi a lieu alternativement chaque année entre l'Écosse et l'Angleterre, avec la seule condition que St Andrews accueille l'évènement tous les cinq ans. L'hôte est désigné par la Royal and Ancient Golf Club of St Andrews cinq ans à l'avance. Il n'a jamais été joué au Pays de galles mais a été disputé trois fois en Irlande du Nord (en 1951, 2019 et 2025) au Royal Portrush Golf Club.
La rotation actuelle est la suivante (avec entre parenthèses la dernière unité de l'année) :
- (2,7) Écosse (à l'Old Course de St Andrews)
- (1,3,6,9) Angleterre
- (4,8) Écosse
- (5) Irlande

Il y a aujourd'hui neuf parcours compris dans la liste des parcours ayant la possibilité d'accueillir l'évènement :
| Parcours                                            | Pays            | Descriptif |
| Old Course de St Andrews                            | Écosse          | En 1873, le "Home of Golf" devient le deuxième parcours à accueillir l'Open. Programmé tous les cinq ans, il est par conséquent le parcours le plus utilisé aujourd'hui.                  |
| Carnoustie Golf Links de Carnoustie                 | Écosse          | Autre parcours d'Écosse, il accueille pour la première fois l'Open en 1931. Il a rejoint à nouveau la rotation de l'Open en 1999 après une absence de 24 ans. Dernière fois hôte en 2018. |
| Ailsa Course dans le South Ayrshire                 | Écosse          | L'Ailsa Course (Turnberry) est un parcours situé sur la côte Ouest de l'Écosse. Il accueillit l'Open en 1977, 1986 et 1994. Il fut l'hôte de l'édition 2009.                              |
| Royal Troon Golf Club à Troon                       | Écosse          | Ce parcours fait partie de la rotation depuis 1923. Dernièrement en 2024. |
| Royal St George's Golf Club à Sandwich              | Angleterre      | En 1894, il devient le premier parcours à accueillir l'Open hors d'Écosse. |
| Royal Birkdale Golf Club à Southport                | Angleterre      | Situé au Nord-Ouest d'Angleterre, il fait partie de la rotation depuis 1954. Il accueille l'évènement en 2008 et 2017.                                                                    |
| Royal Lytham & St Annes Golf Club à Lytham St Annes | Angleterre      | Situé également dans le Nord-Ouest de l'Angleterre, il accueille pour la première fois lOpen en 1926 et fait partie de la rotation depuis 1952.                                           |
| Royal Liverpool Golf Club à Liverpool               | Angleterre      | Souvent appelé l'Hoylake, il rejoint la rotation en 1897 et a accueilli dix Opens jusqu'en 1967. Après 39 années d'absence, il a été l'hôte des éditions 2006, 2014 et 2023               |
| Royal Portrush Golf Club dans le Comté d'Antrim     | Irlande du Nord | Seul parcours ayant accueilli l'Open en dehors de la Grande-Bretagne, en 1951, en 2019 puis à nouveau en 2025.                                                                            |

Les anciens parcours ayant accueilli l'Open britannique mais n'étant plus compris dans la rotation actuelle :
| Parcours                             | Pays       | Descriptif |
| Prestwick Golf Club de Prestwick     | Écosse     | Ce parcours fut le premier à accueillir l'Open en 1860. Après avoir été l'hôte de 24 éditions de l'Open, il n'est plus compris dans la rotation depuis 1925. |
| Musselburgh Links de Musselburgh     | Écosse     | Parcours publique utilisé par l'Honourable Company of Edinburgh Golfers, mais depuis que ces derniers ont construit Muirfield, Musselburgh fut exclu de la rotation. |
| Royal Cinque Ports Golf Club de Deal | Angleterre | Construit en 1892, il a accueilli l'épreuve à deux reprises en 1909 et 1920. |
| Prince's Golf Club de Sandwich       | Angleterre | Il a accueilli son seul Open en 1932. Il se situe au même endroit que le Royal St George's Golf Club. |
| Muirfield de Gullane                 | Écosse     | Muirfield est un golf privé construit par l'Honourable Company of Edinburgh Golfers, il a accueilli l'Open pour la première en 1892 soit neuf mois après sa construction. Muirfield a été exclu de la rotation de l'Open par le R&A le 19 mai 2016 à la suite de la décision du club de ne pas accepter de femmes comme membre. |

## Exemptions et épreuves qualificatives
Le parcours est ouvert à 156 joueurs qui gagnent leurs places de trois manières. Environ deux-tiers des participants est composé des meilleurs joueurs mondiaux qui sont de ce fait exemptés. Le reste est composé de joueurs qui ont réussi à se qualifier au niveau local et les autres au niveau international.

### Les exemptions
Il y a environ trente catégories d'exemptions, les plus importantes sont les suivantes :
- Le top 50 de l'Official World Golf Ranking. Cela signifie que cette catégorie est composée de l'élite mondiale du golf et qu'aucun d'eux ne peut être exclu.
- Le top 20 de la saison PGA Tour précédente et de l'Ordre du Mérite de l'European Tour précédent. Une partie de ces joueurs se trouvent déjà dans le top 50 de Official World Golf Ranking.
- Tous les anciens vainqueurs de l'Open âgé de 60 ans ou moins.
- Tous les joueurs qui ont gagné un des 3 autres majeurs ces 5 dernières années (The Masters, Open américain ou le Championnat de la PGA).
- Les 10 premiers joueurs de l'Open britannique de l'édition précédente.
- Le vainqueur de l'Open canadien ou Open japonais actuel.

Ces différentes exceptions permettent à tous les circuits membres de la fédération international des circuits PGA d'être représenté aux tournois, y compris si ces derniers sont amateurs.

### Autres manières d'être qualifié
Les qualifications locales sont une manière traditionnelle pour permettre aux golfeurs n'ayant pas une exemption de participer à l'Open. Il est mis en place seize tournois de « qualifications régionales » en Grande-Bretagne et Irlande une semaine et demie avant le tournoi, les meilleurs golfeurs participent ensuite aux « qualifications locales finales » sur 36 trous quelques jours plus tard. Vingt places sont disponibles par ce biais.
Ces qualifications sont ouvertes à tout golfeur à travers le monde, cependant pour permettre de faciliter les golfeurs non-britanniques, la R&A a mis en place en 2004 des « qualifications internationales ». Ce sont des qualifications sur 36 trous, il s'en dispute cinq (Afrique, Australasie, Asie, Amérique et Europe continentale). Seuls les golfeurs ayant eu un rang à l'Official World Golf Ranking peuvent y participer qui est une condition plus stricte que les qualifications locales. Trente-six places sont disponibles par ce biais. Les golfeurs ne peuvent se présenter qu'à l'une ou l'autre qualification mais pas les deux.

## Vainqueurs multiples

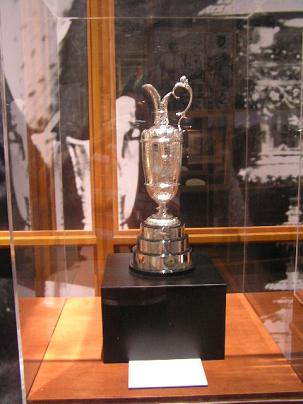
The Claret Jug, trophée récompensant le vainqueur depuis 1873

| Pays           | Golfeurs              | Années                             |
| -------------- | --------------------- | ---------------------------------- |
| 6 victoires    |                       |                                    |
| Royaume-Uni    | Harry Vardon          | 1896, 1898, 1899, 1903, 1911, 1914 |
| 5 victoires    |                       |                                    |
| Écosse         | James Braid           | 1901, 1905, 1906, 1908, 1910       |
| Royaume-Uni    | John Henry Taylor     | 1894, 1895, 1900, 1909, 1913       |
| Australie      | Peter Thomson         | 1954, 1955, 1956, 1958, 1965       |
| États-Unis     | Tom Watson            | 1975, 1977, 1980, 1982, 1983       |
| 4 victoires    |                       |                                    |
| États-Unis     | Walter Hagen          | 1922, 1924, 1928, 1929             |
| Afrique du Sud | Bobby Locke           | 1949, 1950, 1952, 1957             |
| Écosse         | Old Tom Morris        | 1861, 1862, 1864, 1867             |
| Écosse         | Young Tom Morris      | 1868, 1869, 1870, 1871             |
| Écosse         | Willie Park, Sr.      | 1860, 1863, 1866, 1875             |
| 3 victoires    |                       |                                    |
| Écosse         | Jamie Anderson        | 1877, 1878, 1879                   |
| Espagne        | Severiano Ballesteros | 1979, 1984, 1988                   |
| Royaume-Uni    | Henry Cotton          | 1934, 1937, 1948                   |
| Royaume-Uni    | Nick Faldo            | 1987, 1990, 1992                   |
| Écosse         | Bob Ferguson          | 1880, 1881, 1882                   |
| États-Unis     | Bobby Jones           | 1926 (Am), 1927 (Am), 1930 (Am)    |
| États-Unis     | Jack Nicklaus         | 1966, 1970, 1978                   |
| États-Unis     | Tiger Woods           | 2000, 2005, 2006                   |
| Afrique du Sud | Gary Player           | 1959, 1968, 1974                   |
| 2 victoires    |                       |                                    |
| Irlande        | Padraig Harrington    | 2007, 2008                         |
| Royaume-Uni    | Harold Hilton         | 1892 (Am), 1897 (Am)               |
| Australie      | Greg Norman           | 1986, 1993                         |
| États-Unis     | Arnold Palmer         | 1961, 1962                         |
| États-Unis     | Lee Trevino           | 1971, 1972                         |
| Afrique du Sud | Ernie Els             | 2002, 2012                         |
| Écosse         | Willie Park, Jr.      | 1887, 1889                         |
| Écosse         | Bob Martin            | 1876, 1885                         |

## Records
- Le vainqueur le plus âgé :  Old Tom Morris (46 ans, 99 jours), 1867.
- Le vainqueur le plus jeune :  Young Tom Morris (17 ans, 181 jours), 1868[13].
- Le score le plus bas sur 72 trous :
  - Sur un par 70 : 267,  Greg Norman (66-68-69-64), 1993, Royal St George's.
  - Sur un par 71 : : 264,  Henrik Stenson (68-65-68-63), 2016, Royal Troon Golf Club, Old Course (record absolu)
  - Sur un par 72 : 269,  Tiger Woods (67-66-67-69), 2000, Old Course de St Andrews.
- Le score le plus bas sur 72 trous en relation avec le par : -20
  - Sur un par 70 le record est signé par  Greg Norman en 1993 avec un score de -13 (66-68-69-64,267) sur le Royal St George's.
  - Sur un par 71 le record est signé par  Henrik Stenson en 2016 avec un score de -20 (68-65-68-63) sur le Royal Troon Golf Club, Old Course.
  - Sur un par 72 le record est signé par  Tiger Woods en 2000 avec un score de -19 (67-66-67-69, 269), sur l'Old Course de St Andrews. (un record pour tous les majeurs).
- La plus large victoire : 13 coups,  Old Tom Morris, 1862. Cela reste un record pour tous les majeurs jusqu'en 2000, quand Woods gagna l'U.S. Open avec 15 aux coups à Pebble Beach Golf Course.

Sur le site officiel il y a une section sur l'étendue des records du tournoi.